# Tuffi ai Giochi della solidarietà islamica 2017
Le competizioni di tuffi ai giochi della solidarietà islamica di Baku 2017 si sono svolti dal 18 al 21 maggio 2017, presso l'Aquatic Palace di Baku, in Azerbaigian.

## Podi

### Uomini
| Evento                      | Oro                                  | Punti | Argento                                               | Punti | Bronzo                                    | Punti |
| Tuffi individuali           |                                      |       |                                                       |       |                                           |       |
| Trampolino 3 m (dettagli)   | Mücteba Valipur                      |       | Aldiansyah Putra Rafi                                 |       | Dmitriy Sorokin                           |       |
| Piattaforma 10 m (dettagli) | Kıvanç Gür                           |       | Artem Danilov                                         |       | Şahnam Nazarpur                           |       |
| Tuffi sincronizzati         |                                      |       |                                                       |       |                                           |       |
| Trampolino 3 m (dettagli)   | Iran Şahnam Nazarpur Mücteba Valipur |       | Indonesia Tri Anggoro Priambodo Aldiansyah Putra Rafi |       | Azerbaigian Artem Danilov Dmitriy Sorokin |       |
| Piattaforma 10 m (dettagli) | Iran Şahnam Nazarpur Mücteba Valipur |       | Azerbaigian Artem Danilov Dmitriy Sorokin             |       | Iraq Hüseyin Abdülcabbar Hüseyin Hakim    |       |

### Donne
| Evento                      | Oro             | Punti | Argento                   | Punti | Bronzo                    | Punti |
| Tuffi individuali           |                 |       |                           |       |                           |       |
| Trampolino 3 m (dettagli)   | Olga Bikovskaya |       | Yaprak Selin Keskin       |       | Della Dinarsari Harimurti |       |
| Piattaforma 10 m (dettagli) | Olga Bikovskaya |       | Della Dinarsari Harimurti |       | Sinem Sağlam              |       |

## Medagliere
| Pos.   | Paese       | Oro | Argento | Bronzo | Totale |
| ------ | ----------- | --- | ------- | ------ | ------ |
| 1      | Iran        | 3   | 0       | 1      | 4      |
| 2      | Azerbaigian | 2   | 2       | 2      | 6      |
| 3      | Turchia     | 1   | 1       | 1      | 3      |
| 4      | Indonesia   | 0   | 3       | 1      | 4      |
| 5      | Iraq        | 0   | 0       | 1      | 1      |
| Totale | Totale      | 6   | 6       | 6      | 18     |